# Срокі
Срокі (пол. Sroki) — село в Польщі, у гміні Кобилін Кротошинського повіту Великопольського воєводства.
Населення — 157 осіб (2011).
У 1975-1998 роках село належало до Лешненського воєводства.

## Демографія
Демографічна структура станом на 31 березня 2011 року:
|          | Загалом | Допрацездатний вік | Працездатний вік | Постпрацездатний вік |
| -------- | ------- | ------------------ | ---------------- | -------------------- |
| Чоловіки | 92      | 26                 | 55               | 11                   |
| Жінки    | 65      | 12                 | 37               | 16                   |
| Разом    | 157     | 38                 | 92               | 27                   |